# Conseil des ministres de l'URSS
Le Conseil des ministres de l'URSS (en russe: Совет министров СССР, Soviet ministrov SSSR, quelquefois abrégé en Sovmin) était le gouvernement soviétique, le plus haut corps exécutif et administratif de l'Union des républiques socialistes soviétiques. Entre 1918 et 1946, il est appelé Conseil des commissaires du peuple de la RSFSR puis de l'URSS (en russe Совет народных комиссаров СССР, Soviet narodnykh komissarov SSSR, quelquefois abrégé en Sovnarkom ou SNK). Le Conseil des ministres de l'URSS est formé par le Soviet suprême à la première séance de chaque réunion du Parti tous les quatre ans puis, à partir de 1977, tous les cinq ans.

## Histoire

### Sovnarkom
Conformément à la Constitution soviétique de 1918 et aux constitutions ultérieures de l'URSS, et ce jusqu'en 1946, les fonctions de ministres dans le gouvernement de la RSFS de Russie et, depuis 1922, de l'Union soviétique, étaient occupées par des commissaires du peuple (en russe : Народный комиссар, Narodny komissar, en abrégé Narkom). Son organe suprême était le Conseil des commissaires du peuple (Совет народных коммиссаров), en abrégé Sovnarkom (совнарком). Un ministère était appelé un Commissariat du peuple (russe : Народный комиссариат, Narodny komissariat, en abrégé narkomat), et le principal organe gouvernemental était le Conseil des commissaires du peuple. Son rôle était fixé par la constitution de l'URSS. Les républiques soviétiques conservaient leur gouvernement propre, qui gérait les affaires locales ; par des conventions figurant dans leur législation antérieure à leur entrée dans l'Union, ils étaient également appelés Sovnarkom.
Les communistes proclamaient vouloir créer un gouvernement des ouvriers et des paysans. Traditionnellement, un gouvernement est un conseil de ministres désignés par un souverain ou par un président. Considérant ceci comme une institution bourgeoise, les communistes voulurent, dans un État des travailleurs, organiser les choses différemment. Après la Révolution d'Octobre, le pouvoir politique était aux mains des conseils (soviets) des ouvriers, des paysans et des soldats. Le Deuxième congrès panrusse des Soviets (1917) présenta et élit le premier Conseil des commissaires du peuple pour gouverner la Russie au nom des travailleurs. Le président du Conseil des commissaires du peuple, élu par le Congrès des Soviets, avait une fonction équivalente à celle d'un premier ministre. Le premier président du Sovnarkom fut Vladimir Lénine.
En vertu de la Constitution soviétique de 1918, le Sovnarkom de la RSFSR était responsable devant le Congrès des Soviets de « l'administration générale des affaires de l'État ». La Constitution permettait au Sovnarkom de publier des décrets ayant force de loi lorsque le Congrès n'était pas en session. Le congrès approuvait ensuite régulièrement ces décrets, lors de sa session suivante. En fait, le Sovnarkom exerçait déjà l'autorité gouvernementale de la RSFSR depuis novembre 1917, après la Deuxième Congrès pan-russe des Soviets.

#### Les commissaires du peuple
Chaque Commissaire était à la tête d'un commissariat, avait plusieurs adjoints et un collège qui fonctionnait comme un corps délibératif pour conseiller le commissaire.
Composition du premier Conseil élu par le Deuxième Congrès pan-russe des soviets :
Président : Vladimir Ilitch Lénine
Commissariat du peuple à l'Agriculture : commissaire Vladimir Milioutine
Commissariat du peuple aux Affaires militaires : commissaires Vladimir Antonov-Ovseïenko et Nikolai Krylenko
Commissariat du peuple aux Affaires navales : commissaire Pavel Dybenko
Commissariat du peuple au Commerce et à l'Industrie : Commissaire Viktor Noguine
Commissariat du peuple à l'Éducation : commissaire Anatoli Lounatcharski
Commissariat du peuple à l'Alimentation : commissaire Ivan Teodorovitch
Commissariat du peuple aux Affaires étrangères : commissaire Léon Trotsky
Commissariat du peuple aux Affaires intérieures : commissaire Alexei Rykov
Commissariat du peuple à la Justice : commissaire Georgy Oppokov
Commissariat du peuple au travail : commissaire Alexandre Chliapnikov
Commissariat du peuple aux Nationalités : commissaire Joseph Staline
Commissariat du peuple à la Poste et au Télégraphe : commissaire Nikolai Glebov-Avilov
Commissariat du peuple aux Chemins de fer : (vacant)
Commissariat du peuple aux Finances : commissaire Ivan Skvortsov-Stepanov
Commissariat du peuple à l'Assistance publique : commissaire Alexandra Kollontaï

### Sovmin
En 1946, le Sovnarkom fut renommé Conseil des ministres de l'URSS (russe : Совет Министров СССР, tr.: Sovet Ministrov SSSR). Les commissaires du peuple et les commissariats du peuple devinrent des ministres et des départements ministériels.
Le bâtiment du Conseil des ministres de l'URSS était situé à l'intérieur du Kremlin de Moscou, à côté du bâtiment du Présidium du Soviet suprême.